# Kalghatta, Hospet
Kalghatta là một làng thuộc tehsil Hospet, huyện Bellary, bang Karnataka, Ấn Độ.